# Farmàcia Pujol (Guissona)
La Farmàcia Pujol és una obra de Guissona (Segarra) inclosa a l'Inventari del Patrimoni Arquitectònic de Catalunya.

## Descripció
L'edifici de la Farmàcia Pujol consta de tres plantes.
A la planta baixa, dues portades grans a través de les quals accedim a la farmàcia instal·lada als baixos de la casa, i una porta lateral més petita que dona a la part d'habitatge. Aquestes dues portes més grans presenten un arc escarser i un doble batent, mentre que la porta més petita és rectangular i té una petita obertura amb una reixa de forja damunt de la llinda, a través de la qual es filtra la llum a l'interior. Damunt de les portes podem llegir en unes lletres de forja "Farmàcia Pujol".
Al primer pis, un balcó corregut de forja amb tres portes balcones senzilles. El segon pis segueix l'esquema del primer, però trobem un balcó per a cada obertura. I per acabar, una cornisa prominent de fusta decorada amb mènsules i rajoles de ceràmica amb motius geomètrics de colors blaus i grocs.
Tota la façana es troba arrebossada i pintada de color blanc, fent ressaltar així les baranes de forja i la decoració ceràmica de la ràfega de la cornisa.